# Comitato di Temes
Il comitato di Temes (in ungherese Temes vármegye, in romeno Comitatul Timiș, in serbo Тамишка жупанија o Tamiška županija) è stato un antico comitato del Regno d'Ungheria, oggi situato a cavallo tra la Romania occidentale e la Serbia settentrionale (provincia della Voivodina). Capoluogo del comitato era la città di Temesvár, oggi nota col nome romeno di Timișoara.
Il comitato di Temes confinava col Regno di Serbia nonché con gli altri comitati di Torontál, Arad e Krassó-Szörény. Geograficamente costituiva parte del Banato ed era delimitato a nord dal fiume Maros/Mureș e a sud dal Danubio; il comitato doveva il suo nome all'omonimo fiume (Temes/Timiș) che lo attraversava.

## Storia
Ungherese dall'XI secolo, il comitato fu poi ottomano dal XVI secolo e con la pace di Passarowitz (1718) passò agli Asburgo, che crearono il Banato di Temesvár. Tale provincia asburgica fu abolita nel 1778 e il territorio tornò al Regno d'Ungheria, al quale rimase ininterrottamente - salva la breve stagione del Voivodato di Serbia e del Banato (1849-1860) - fino alla prima guerra mondiale.
Nel 1918 il comitato divenne parte dell'autoproclamata Repubblica del Banato, e poi fu spartito in base al Trattato del Trianon (1920) tra Romania (cui andò la porzione maggiore) e Regno dei Serbi, Croati e Sloveni.
Il territorio dell'antico comitato è oggi situato nel distretto di Timiș (eccetto una frangia che appartiene al distretto di Arad), nonché, per quanto riguarda la parte sudoccidentale, nella Vojvodina.

## Popolazione
In base al censimento ungherese del 1910, la popolazione dichiarò le seguenti lingue d'uso:
- 169,030 (33.75%) romeno
- 165,883 (33.12%) tedesco
- 79,960 (15.97%) ungherese
- 69,905 (13.96%) serbo
- 3,080 (0.61%) slovacco